# Quận Cumberland, Pennsylvania
Quận Cumberland là một quận trong tiểu bang Pennsylvania, Hoa Kỳ. Quận lỵ đóng ở Carlisle. Theo điều tra dân số năm 2010 của Cục điều tra dân số Hoa Kỳ, quận có dân số 235.406 người.

## Địa lý
Theo Cục điều tra dân số Hoa Kỳ, quận có diện tích 1424 km², trong đó có 12 km2 là diện tích mặt nước.